# 1126

## Události

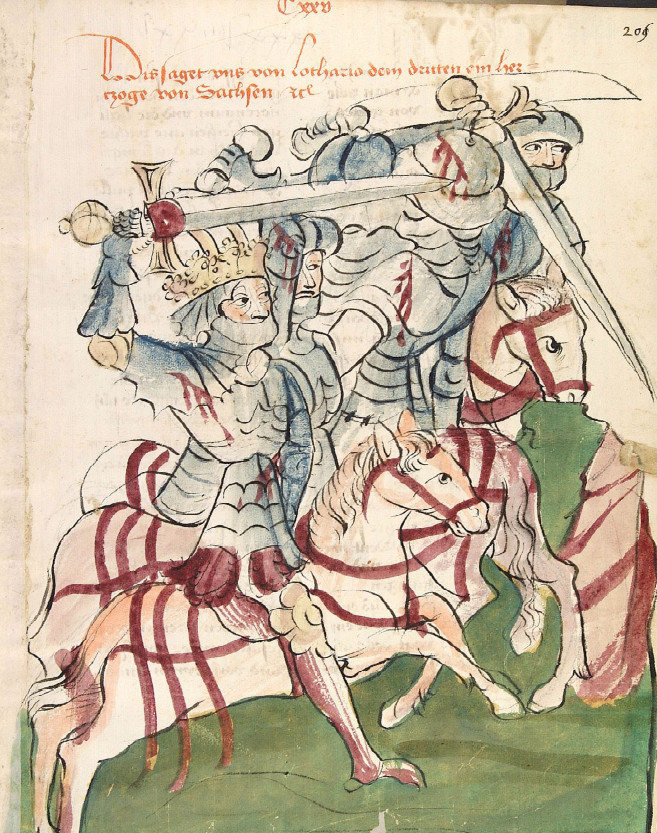
Německý král Lothar III. v bitvě u Chlumce

- 18. ledna – V čínské říši Sung Chuej-cung předal vládu svému synu Čchin-cungu.
- 18. února – V bitvě u Chlumce zvítězil český kníže Soběslav I. nad německým králem Lotharem III. V bitvě padl Ota II. Olomoucký.
- 10. března – Alfons VII. Kastilský byl korunován a stal se králem Kastilie a Leónu.
- 22. března – Jindřich Zdík se stal olomouckým biskupem.
- září – kníže Soběslav I. se na moravsko-uherské hranici sešel s uherským králem Štěpánem II., jednali o vzájemných vztazích obou zemí.
- Kníže Václav Jindřich Olomoucký se ujal olomouckého údělu.
- První písemné zmínky o městech a obcích Bojanov, Bratčice, Jaroměř, Kyjov, Tachov a o hradu Přimda
- První písemná zmínka o rotundě na Řípu
- Adelard z Bathu přeložil do latiny Astronomické tabulky perského matematika a astronoma Al-Chorezmího.
- V Bavorsku byl založen premonstrátský klášter Roggenburg.
- Papež Honorius II. potvrdil premonstráty (tehdy norbertini) jako samostatný řád a Svatý Norbert se stal magdeburským arcibiskupem.

## Narození

Averroes

- Averroes, arabský filosof († 1198)
- Petr I. z Courtenay, syn francouzského krále a účastník druhé křížové výpravy (* asi 1180–1183)

## Úmrtí

### Česko

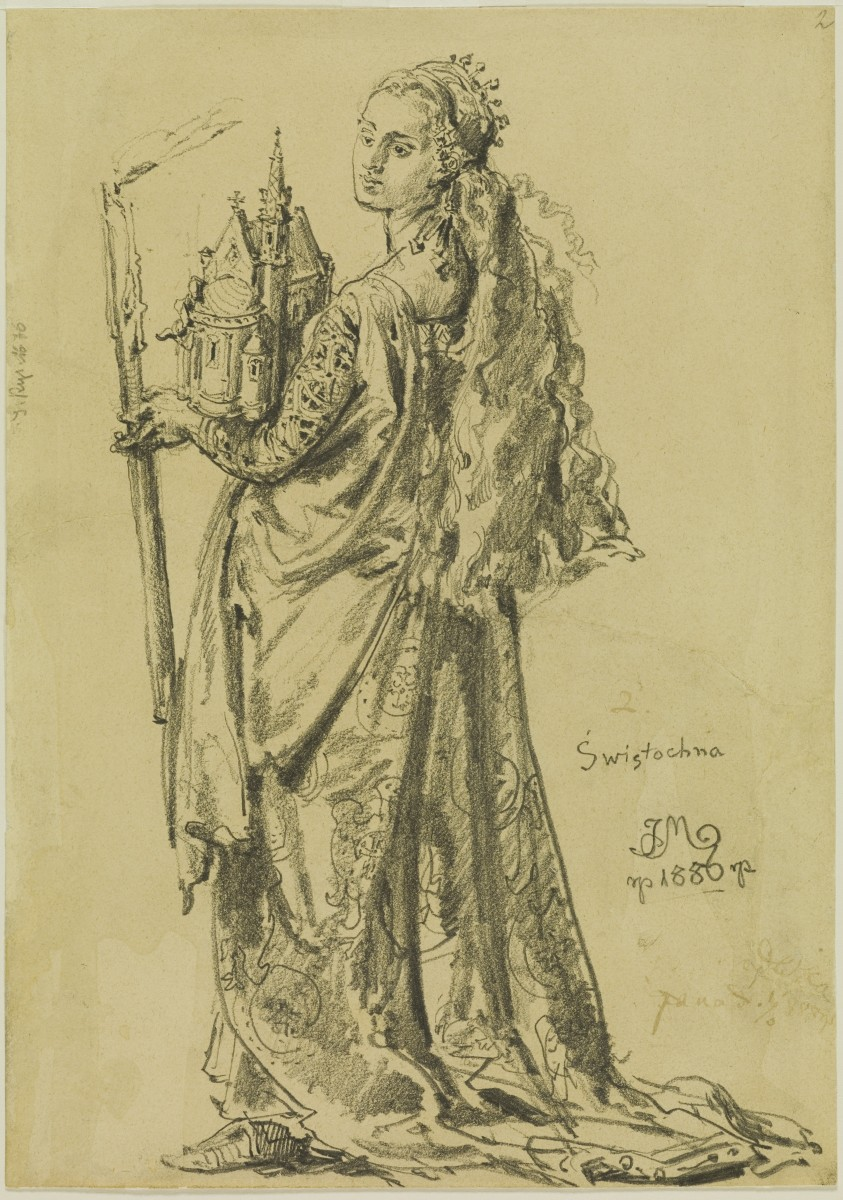
Svatava Polská († 1. září)

- 14. ledna – Ermengarda z Maine, hraběnka z Anjou (* 1096)
- 18. února – Ota II. Olomoucký, kníže olomouckého a brněnského údělu (* 1085)
- 31. května – Žofie z Bergu, manželka knížete Oty II. Olomouckého
- 1. září – Svatava Polská, první česká královna jako třetí manželka Vratislava II. (* asi 1046–1048)
- Jan II., olomoucký biskup

### Svět
- 14. ledna – Ermengarda z Maine, hraběnka z Anjou a Maine, babička anglického krále Jindřicha II. Plantageneta (* 1096)
- 10. února – Vilém IX., akvitánský vévoda, křižák a trubadúr (* 22. října 1071)
- 8. března – Urraca Kastilská, královna Kastilie a Leonu a Galicie (* asi 1082)
- 14. června – Hugo I. ze Champagne, hrabě ze Champagne a Troyes, příslušník templářského řádu, mecenáš cisterciáckého řádu (* 1074)
- 14. září – Konstancie Francouzská, francouzská princezna (* 1078)
- 13. prosince – Jindřich IX. Bavorský, bavorský vévoda (* 1075)
- 29. prosince – Wulfhilda Saská, bavorská vévodkyně (* 1072)
- Edgar Ætheling, nekorunovaný král Anglie (* asi 1051)
- Heimo, vratislavský biskup

## Hlavy států
- České knížectví – Soběslav I. (1125–1140)
- Svatá říše římská – Lothar III.
- Papež – Honorius II. (1124–1130)
- Anglické království – Jindřich I. Anglický (1100–1135)
- Francouzské království – Ludvík VI. Francouzský (1108–1137)
- Polské knížectví – Boleslav III. Křivoústý (1102–1138)
- Uherské království – Štěpán II. Uherský (1116–1131)
- Kastilské království – Urraca Kastilská (1109–1126) / Alfons VII. Kastilský (1126–1157)
- Byzantská říše – Jan II. Komnenos (1118–1143)